# Flinkläufer
Die Flinkläufer (Trechus) sind mit etwa 900 Arten eine der artenreichsten Gattungen der Laufkäfer. Sie sind in 8 Untergattungen gegliedert, wobei etwa 90 Prozent der Arten der Nominatuntergattung zugeordnet werden. Trechus ist wohl eine Rückbildung (Kunstwort) aus (gr.) trechein „laufen“.

## Verbreitung
Sie sind hauptsächlich in Europa, Asien und Nordamerika verbreitet, inselartig auch in Südostasien, Australien (dort vor allem in der südlichen gemäßigten Zone), Afrika und den umliegenden Inseln dieser Kontinente. Die meisten Arten haben verhältnismäßig kleine Verbreitungsgebiete (Endemismus) und sind daher faunistisch von großem Interesse. Es gibt Arten, die nur auf einem einzigen Berggipfel oder auf einer Insel vorkommen (z. B. T. laevipes am Monte Generoso oder T. ochreatus am Zirbitzkogel in Österreich). In den Alpen kommen ca. 80 Arten vor, in Europa deutlich mehr als 200.

## Beschreibung
Typisches Kennzeichen der Gattung ist eine auf die Flügeldecke umgebogene Flügelnaht.
Es handelt sich um kleine, unscheinbare Käfer mit verborgener Lebensweise. Die meisten Flinkläufer-Arten sind kältepräferente, feuchtigkeitsliebende (hygrophile), flugunfähige Gebirgsbewohner. Man kann sie in der Bodenstreu, an Schneefeldrändern oder Bachufern finden, einige wenige in Höhlen. Wenige Arten kommen in Grotten vor und haben verkümmerte oder gar keine Augen.

## Systematik
Die Gattung wird in folgende Untergattungen gegliedert:
- Atlantotrechus Lompe, 1999
- Arabotrechus Mateu, 1990
- Elgonophyes Jeannel, 1954
- Elgonotrechus Jeannel, 1954
- Meruitrechus Jeannel, 1960
- Microtrechus Jeannel, 1927
- Parepaphius Jeannel, 1962
- Trechus Clairville, 1806

Die Arten werden außerdem in mehreren Artgruppen zusammengefasst. Mehr als 92 Prozent der Arten kommen in der Paläarktis vor. In der Nearktis kommen etwa 70 Arten vor, wobei 3 Arten eingeschleppt wurden.
Im Folgenden eine Auswahl an Arten:

- Trechus alpicola Sturm, 1825
- Trechus amplicollis Fairmaire, 1859
- Trechus apicalis Motschulsky, 1845
- Trechus arizonae Casey
- Trechus artemisiae Pulseys, 1872
- Trechus aubei Pandelle, 1867
- Trechus austriacus Dejean, 1831
- Trechus aztec Jeannel
- Trechus balsamensis Barr
- Trechus bannaticus Dejean, 1831
- Trechus beutenmuelleri Jeannel
- Trechus bowlingi Barr
- Trechus cardioderus Putzeys, 1870
- Trechus carolinae Schaeffer
- Trechus carpathicus Rybinsky, 1902
- Trechus chalybeus Dejean
- Trechus coloradensis Schaeffer
- Trechus conformis Jeannel
- Trechus constrictus Schaum, 1860
- Trechus crassicapus Lindroth
- Trechus croaticus Dejean, 1831
- Trechus cumberlandus Barr
- Trechus cuniculorum Méquignon, 1921
- Trechus dietrichi Barr
- Trechus dolomitanus Jeannel, 1931
- Trechus elegans Putzeys, 1847
- Trechus fontinalis Rybinsky, 1900
- Trechus fulvus Dejean, 1831
- Trechus glacialis Heer, 1837
- Trechus grandis Ganglbauer, 1891
- Hampes Flinkläufer[12] (Trechus hampei Ganglbauer, 1891)
- Trechus humboldti Vandyke
- Trechus hydropicus Horn
- Trechus laevipes Jeannel, 1927
- Trechus latibuli Jeannel, 1948
- Trechus latus Putzeys, 1847
- Trechus limacodes Dejean, 1831
- Trechus longicollis Meixner, 1912
- Trechus longulus Daniel, 1898
- Trechus luculentus Barr
- Trechus marginalis Schaum, 1862
- Trechus matejkai Vsetecka, 1938
- Trechus mitchellensis Barr
- Trechus montanellus Gemminger & Harold, 1868
- Trechus nebulosus Barr
- Trechus noricus Meixner, 1911
- Trechus novaculosus Barr
- Schwachgestreifter Flinkläufer[13] (Trechus obtusus Erichson, 1837)
- Trechus ochreatus Dejean, 1831
- Trechus oregonensis Hatch
- Trechus ovatus Putzeys, 1846
- Trechus ovipennis Motschulsky
- Trechus pallidulus Ganglbauer, 1891
- Trechus pertyi Heer, 1837
- Herzhals-Flinkläufer[13] (Trechus pilisensis Csiki, 1917)
- Pinkers Flinkläufer[12] (Trechus pinkeri Ganglbauer, 1892)
- Trechus plicatulus L. Miller, 1868
- Trechus pochoni Jeannel, 1939
- Trechus pomonae Fall
- Trechus pseudopiceus K. Daniel & J. Daniel, 1898
- Trechus pulchellus Putzeys, 1846
- Trechus pulpani Reska, 1965
- Gewöhnlicher Flinkläufer[13], Feld-Flinkläufer[14] (Trechus quadristriatus Schrank, 1781)
- Trechus regularis Putzeys, 1870
- Trechus roanicus Barr
- Trechus rosenbergi Barr
- Trechus rotundatus Dejean, 1831
- Trechus rotundipennis (Duftschmid, 1812)
- Ziegelroter Flinkläufer[13] (Trechus rubens (Fabricius, 1792))
- Trechus rudolphi Ganglbauer, 1891
- Trechus satanicus Barr
- Trechus schaumii Pandellé, 1867
- Trechus schwarzi Jeannel
- Trechus sinuatus Schaum, 1860
- Trechus splendens Gemminger & Harold, 1868
- Trechus strasseri Ganglbauer, 1891
- Trechus striatulus Putzeys, 1847
- Trechus stricticollis Jeannel, 1927
- Trechus strigipennis Kiesenwetter, 1861
- Trechus subnotatus Dejean, 1831
- Trechus subtilis Barr
- Trechus talequah Barr
- Trechus tatai Reboleira et al., 2010[15]
- Trechus tennesseensis Barr
- Trechus tenuilimbatus K. Daniel & J. Daniel, 1898
- Trechus tenuiscapus Lindroth
- Trechus tonitru Barr
- Trechus tristis Duftschmid, 1812
- Trechus tuckaleechee Barr
- Trechus uncifer Barr
- Trechus verus Barr
- Trechus wagneri Ganglbauer, 1906